# كوموكس-ستراثكونا بي (كولومبيا البريطانية)
كوموكس-ستراثكونا بي (بالإنجليزية: Comox-Strathcona B) هي مدينة كندية تقع في مقاطعة كولومبيا البريطانية. تبلغ مساحة هذه المدينة 57.6602 (كم²)، ويبلغ عدد سكانها 7219 نسمة حسب إحصاء سنة 2006 م، بينما كان يسكنها 7013 نسمة في سنة 2001 م. تحتل هذه المدينة المرتبة رقم 504 بين مدن كندا حسب عدد السكان والمرتبة رقم 72 في المقاطعة. نما عدد السكان في هذه المدينة بنسبة (2.9) بين العامين المذكورين.

## وصلات خارجية
- الأطلس الحكومي لكندا
- إحصاءات كندا مع ساعة تعداد السكان نسخة محفوظة 23 مارس 2008 على موقع واي باك مشين.